# Jardín Botánico de Sedan
El Jardín Botánico de Sedan ( en francés: Jardin botanique de Sedan) es un Parque, y jardín botánico, de propiedad municipal, en Sedan, Francia.

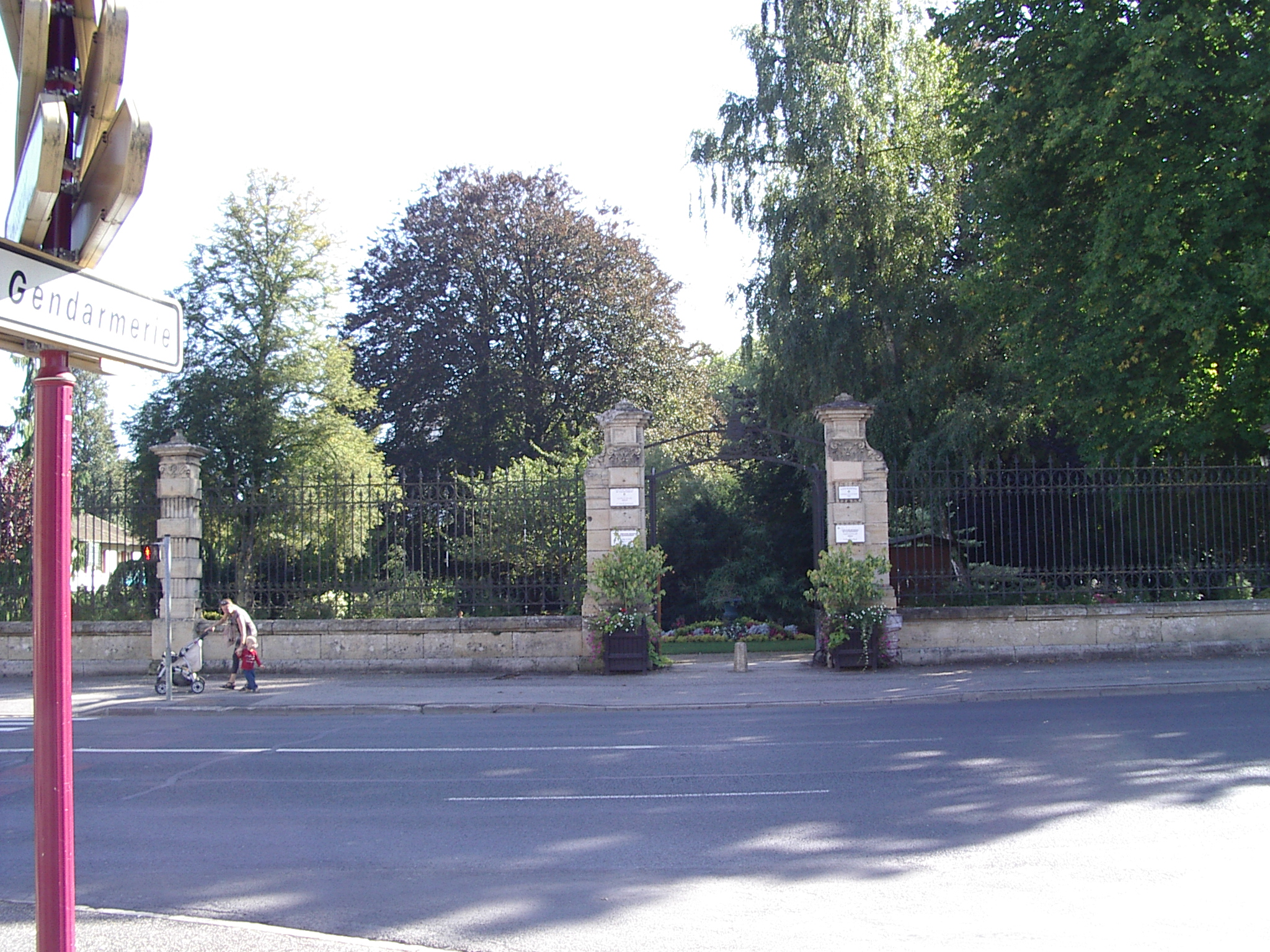
Entrada del Jardin botanique de Sedan.

## Localización
Jardin botanique de Sedan Philippoteaux Avenue, Place d'Alsace-Lorraine, Sedan, Ardennes, Champagne-Ardenne, France-Francia.
Planos y vistas satelitales, 49°41′49.92″N 4°56′47.04″E / 49.6972000, 4.9464000
Es visitable todo el año sin cargo.

## Historia
El jardín fue creado en 1875 cuando estaba de alcalde Auguste Philippoteaux y el arquitecto Edouard Depaquit que replanificaron la ciudad de Sedan, tras la clausura de la fortaleza. Anteriormente, las murallas de la ciudad la encerraban en un espacio cerrado de 110 hectáreas, de las cuales 18 hectáreas estaban dedicadas a actividades industriales. La destrucción de las murallas y bastiones abrieron la ciudad. Se crea una nueva calle, avenida de Mesnil (rebautizado en 1887 nombre de Avenida Philippoteaux en honor del padre de este proyecto), de casi 2 km de longitud, desde la estación. Un lugar, la plaza de Alsace-Lorraine (provincias que Francia había perdido) reemplaza a los bastiones militares destruidos. Frente a este sitio se crea el jardín botánico.
El diseño del jardín fue realizado en 1891 por René Richer, paisajista de Sedan. El espacio se completa con un estanque, un pequeño puente y un quiosco de música, el puente y el quiosco están decorados de trabajos de filigrana de albañilería. Se plantan árboles raros y se realizan senderos.
Una estatua de Paul et Virginie bajo una sombrilla, derribada por el ciclón de 1905, aún alegra el jardín.
El 1 de noviembre de 1918, las tropas alemanas instalan cañones en el jardín para preparar la defensa de la ciudad. La firma del armisticio el 11 de noviembre le evita a la ciudad el vivir una nueva batalla..
En 1980 se crea una rosaleda, uniéndose a al diseño inicial del jardín francés. En su extremo, una esfera armilar se sitúa en el centro de un macizo floral. Jardín para niños ocupa el espacio frente a la Rosaleda.

## Plantas notables
Entrando por la "Avenue Philippoteaux" ya través de la entrada a la derecha, el visitante llega a un tenedor con un cercano castaño de indias curioso de un viejo trasplante: el portador es un  Aesculus hippocastanum, pero la parte superior es un castaño con hojas más pequeñas podría ser un híbrido de un Aesculus indica.
Al seguir más allá del tenedor por el camino de entrada más cercano al recinto, el visitante se encuentra con un arce de Montpellier, o Acer monspessulanum, poco antes de la llegada al estanque. En el extremo opuesto del estanque se eleva un tilo, con hojas profundamente dentadas bastante inusuales. Pasando por alto el pequeño puente sobre el estanque, que no pasa por el quiosco de música a lo largo de un tilo de grandes hojas Tilia platyphyllos y se puede tomar un pasillo hacia la rosaleda, pasando por delante de un laurel-cerezo después una serie de madreselvas en forma de nido, de la especie Lonicera nitida, arbustos introducidos desde China a Europa en 1908. Pasando el jardín para los niños, se puede observar a la familia más antigua de árboles conocida, ya que habrían aparecido hace más de 270 millones de años, el Ginkgo biloba (este macho). Después un ciprés calvo o ciprés de Luisiana, y a un par de pasos, un calicarpo de Bodinier, entre un Weigelia, un Lonicera y un Pinus mugo. Un poco más lejos, cerca del jardín para niños un grupo de tres Paulownia tomentosa. De vuelta en la rosaleda por el camino que llega a una glorieta rodeada de arbustos de fuego o Pyracantha coccinea. Un camino conduce a la casa del guarda, rodeada de hortensias, un manzano de hojas de ciruela  Malus prunifolia, de un Carpinus, de una celinda, de una  Symphoricarpos albus, de una Kerria japonica y de una Aucuba japonica. Desde allí hay otro camino a lo largo del recinto para dirigir al punto de partida, la entrada situada en la avenida Philippoteaux. En este último camino, se puede ver una serie de  Magnolia de Soulange, así como un  Ginkgo biloba, femenino esta vez.

## Colecciones botánicas
- Árboles maduros hayas, aceres, nogales, magnolias,
- Rosaleda con más de 50 variedades,
- Colección de hydrangeas,
- Estanque con peces, cisnes, y patos.

Algunas vistas en el "Jardin botanique de Sedan".

Detalles
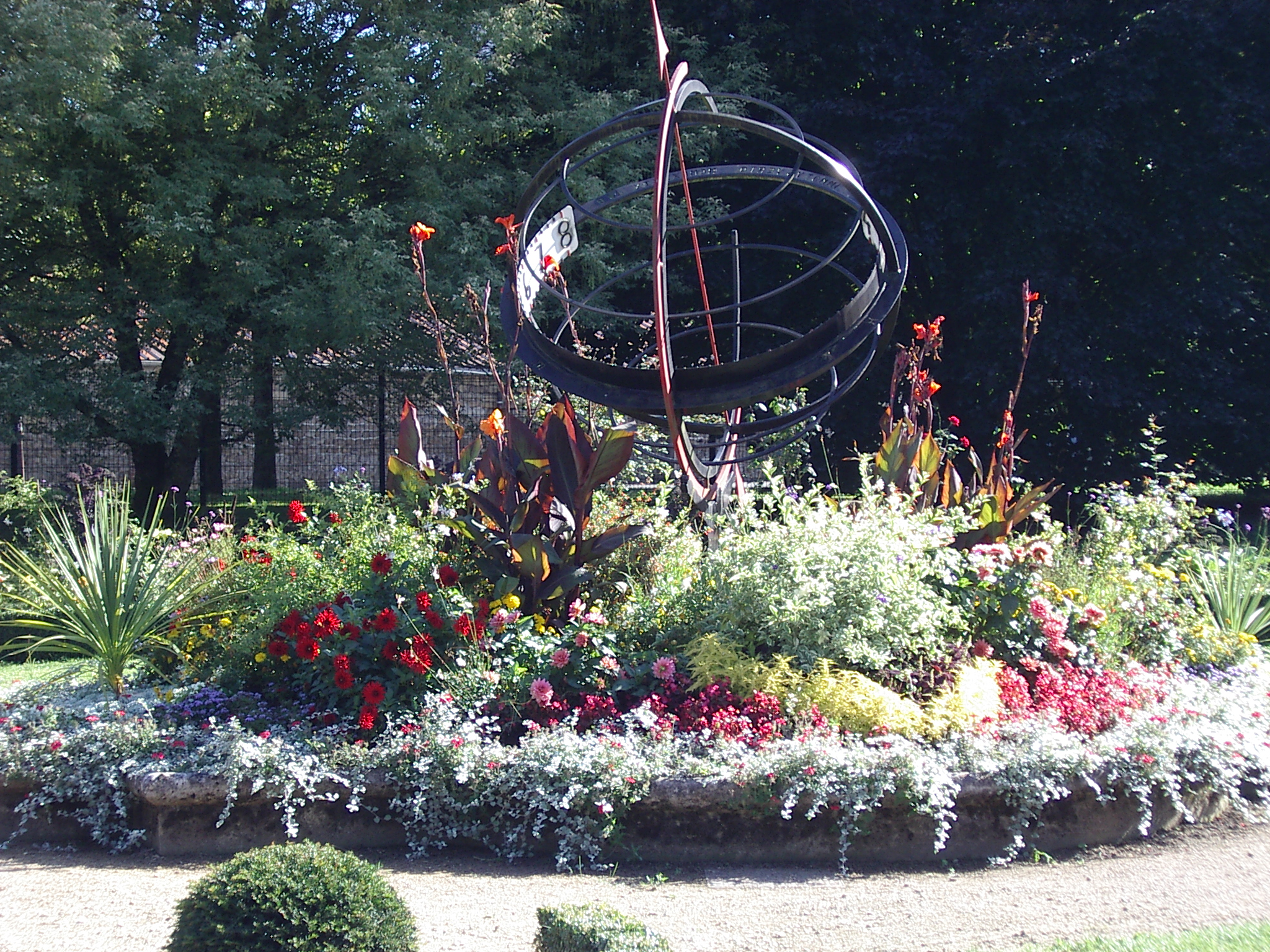
Esfera armillar.
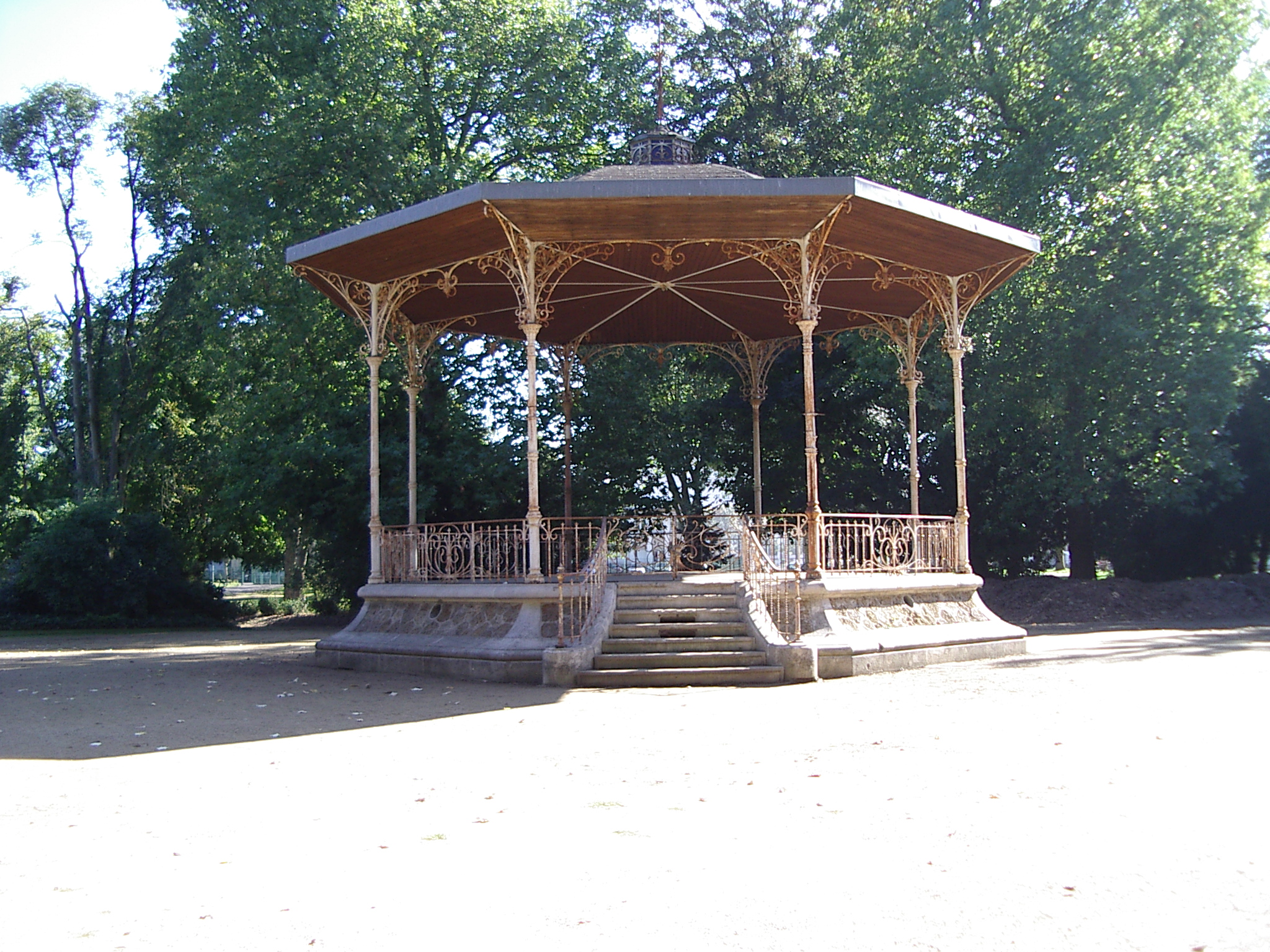
Templete en el jardín botánico.
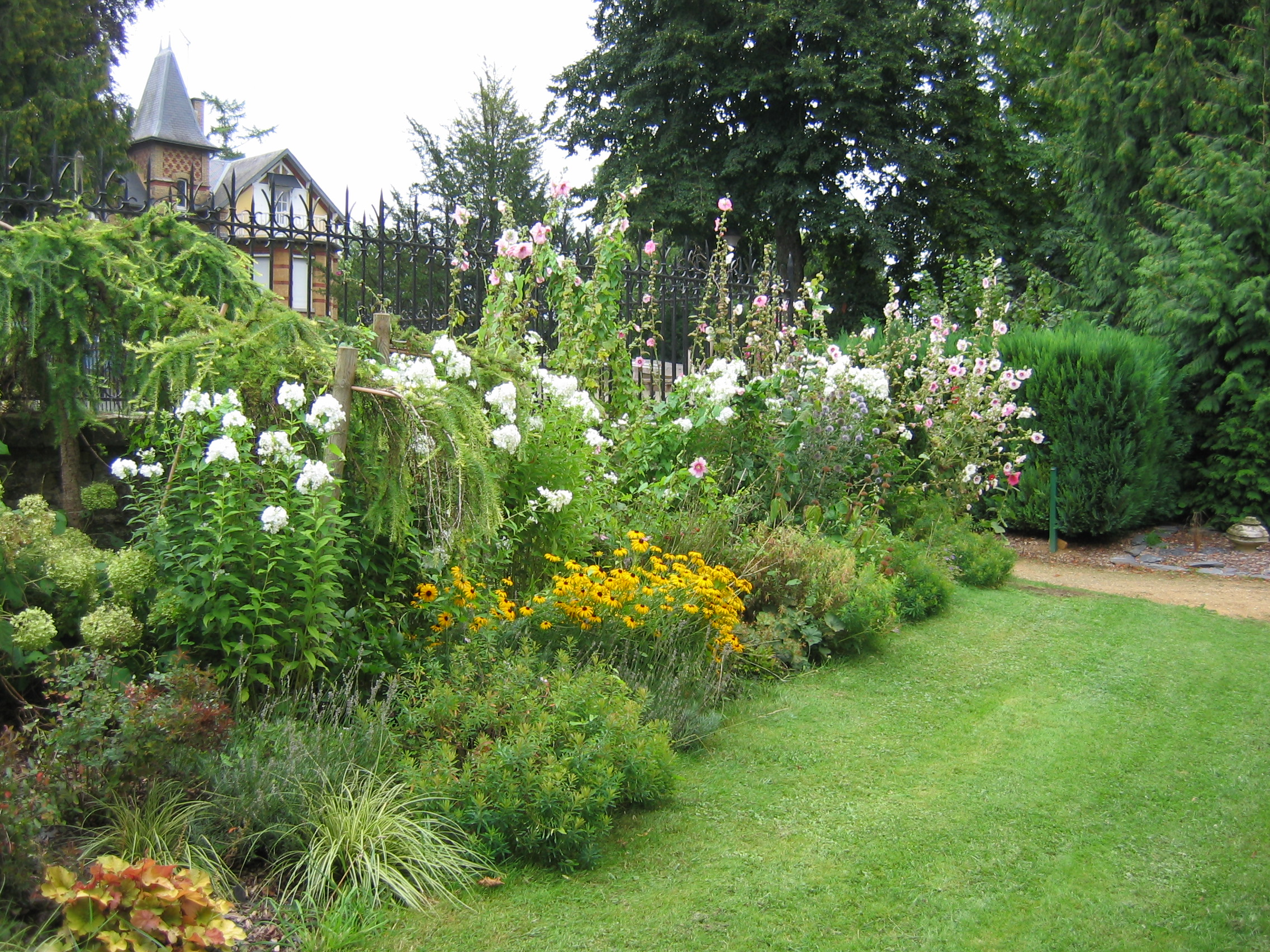
Bordura en el jardín botánico.
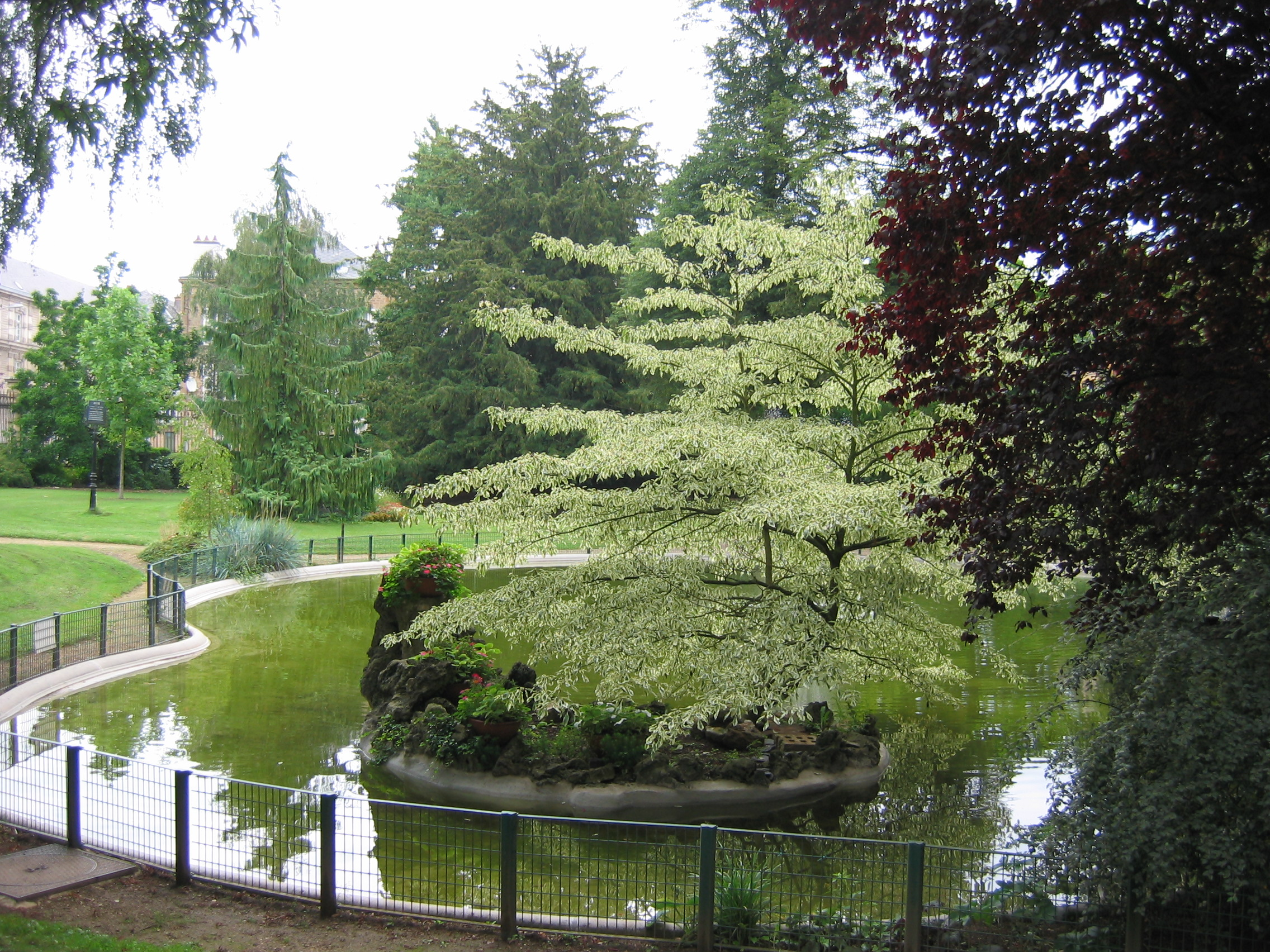
Estanque en el jardín botánico.